# (32511) 2001 NX17
2001 أن أكس 17 (ويعرف أيضًا باسم (32511) 2001 أن أكس 17 وفق تسمية الكوكب الصغير) (بالإنجليزية: 2001 NX17)‏ هو كويكب ضمن حزام الكويكبات؛ وترتيبه 32511 من حيث الاكتشاف.
اكتُشف هذا الجُرم الفلكي بواسطة بحث لنكولن عن الكويكبات القريبة من الأرض في 9 يوليو 2001.

## وصلات خارجية
- (32511) 2001 NX17 في قاعدة بيانات مختبر الدفع النفاث لأجرام النظام الشمسي الصغيرة

- الاكتشاف · مخطط المدار ·  العناصر المدارية · المعلمات المادية

- (32511) 2001 NX17 على موقع ويكي سكاي: DSS2, SDSS, GALEX, IRAS, Hydrogen α, X-Ray, Astrophoto, Sky Map, Articles and images